# (300041) 2006 UR135
(300041) 2006 UR135 es un asteroide perteneciente al cinturón de asteroides, descubierto el 19 de octubre de 2006 por el equipo del Spacewatch desde el Observatorio Nacional de Kitt Peak, Arizona, Estados Unidos.

## Designación y nombre
Designado provisionalmente como 2006 UR135.

## Características orbitales
2006 UR135 está situado a una distancia media del Sol de 3,056 ua, pudiendo alejarse hasta 3,701 ua y acercarse hasta 2,411 ua. Su excentricidad es 0,211 y la inclinación orbital 8,221 grados. Emplea 1951,75 días en completar una órbita alrededor del Sol.

## Características físicas
La magnitud absoluta de 2006 UR135 es 16,3. Tiene 4,519 km de diámetro y su albedo se estima en 0,029.